# Le Domino noir

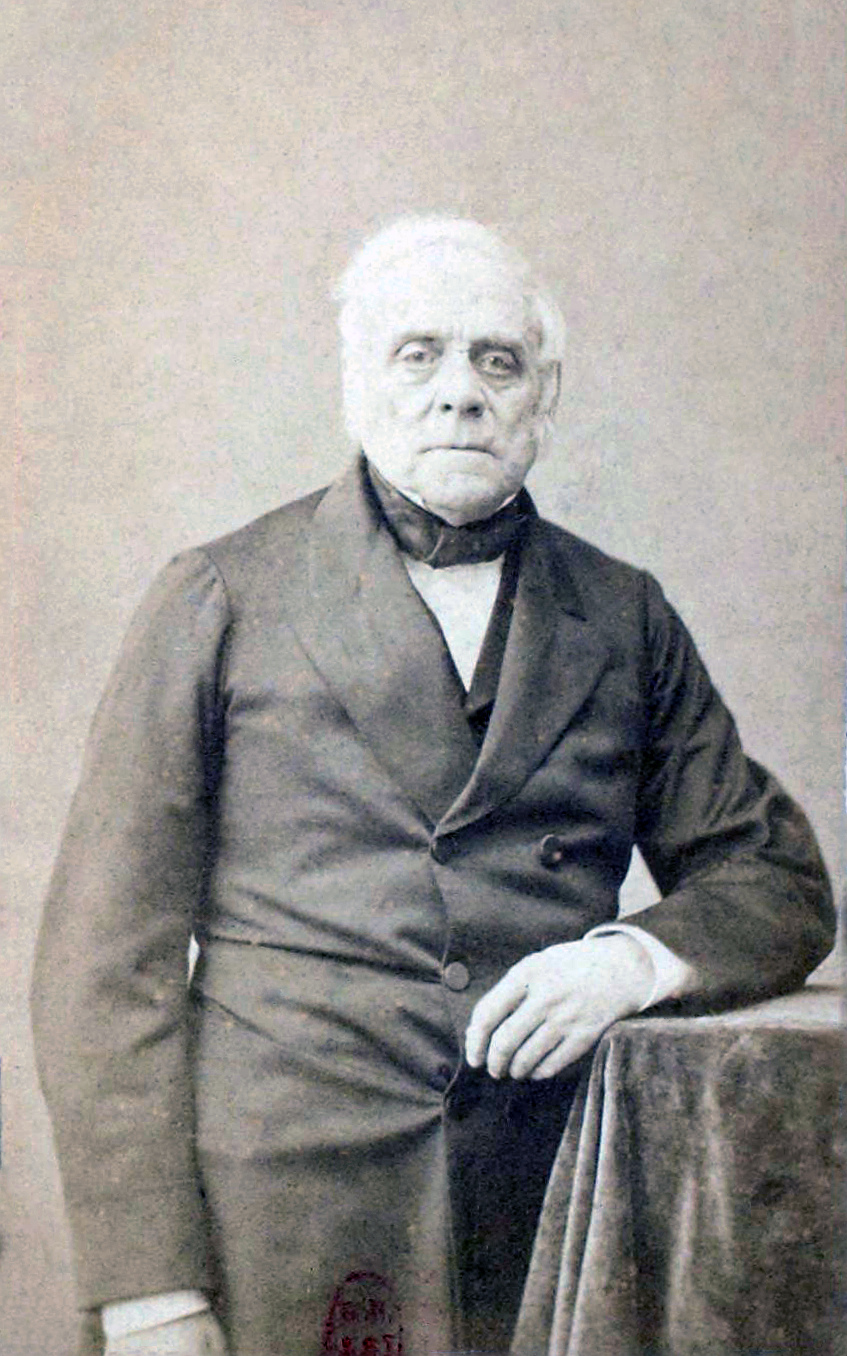
Daniel Auber

Le Domino noir (Den svarta dominon) är en opéra comique i tre akter med musik av Daniel Auber och libretto av Eugène Scribe.

## Historia
Le Domino noir var vid sidan av Fra Diavolo Aubers mest omtyckta komiska opera, trots ett stort persongalleri och en krånglig handling som mestadels bestod av dialoger. I Frankrike uppfördes den omkring 1000 gånger på 50 år efter sin tillkomst, och den gjorde bestående lycka även i utlandet. Operan hade premiär den 2 december 1837 på Opéra-Comique i Paris. 1869 ersatte den ryske tonsättaren Pjotr Tjajkovskij den talade dialogen med recitativ för en tänkt uppsättning av ett italienskt operasällskap på besök i Ryssland. Ingen av föreställningarna lär ha ägt rum, men fyra av Tjajkovskijs recitativ återfinns i Richard Bonynges inspelning av operan. 
År 2007 satte musikkonservatoriet i Sankt Petersburg upp Tjajkovskijs version. Huvudrollen som Angèle var en av sopranen Laure Cinti-Damoreaus största triumfer.
Svensk premiär den 7 november 1845 på Gustavianska operahuset i Stockholm där den spelades 103 gånger fram till 1906.

## Personer
- Angèle de Olivarès, en novis (sopran)
- Brigitte de San Lucar, hennes nunnekollega och förtrogna (sopran)
- Horace de Massarena, en ung adelsman från Spanien (tenor)
- Greve Juliano, hans vän (tenor)
- Jacinthe, Julianos hushållerska (alt)
- Gil Perez, Jacinthes älskare (bas)
- Ursule, en annan nunna, senare klostrets abbedissa (sopran)
- Lord Elfort, en brittisk diplomat (tenor)
- Gertrude (alt)

## Handling

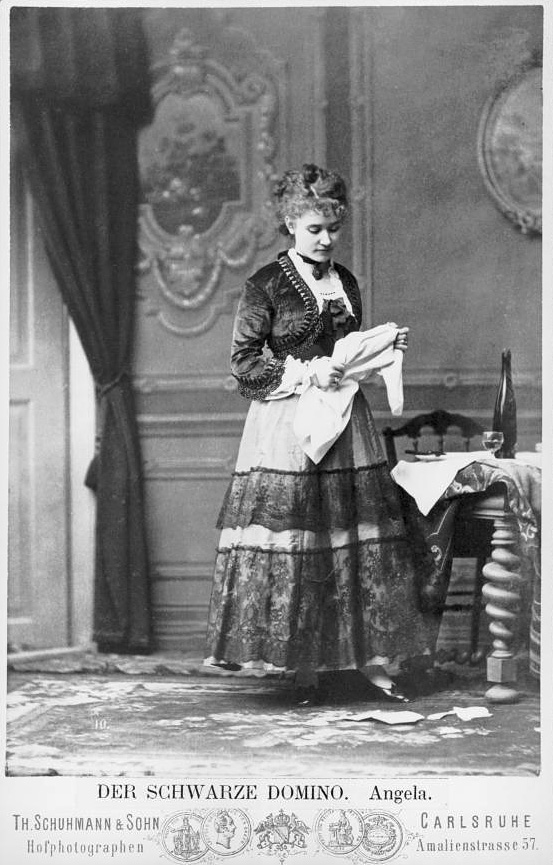
Bianca Bianchi som Angèle, 1870.

1780 i Madrid

### Akt I
Adelsmannen Horace är förlovad med sin ambassadörs dotter som han aldrig har sett därför att hon vistas i ett kloster. Under en maskeradbal hos den spanska drottningen möter han den unga Angèle och de blir förälskade i varandra. Men Angèle ämnar också bli nunna och kan inte gifta sig med Horace. Hon springer iväg. Ett år senare njuter Angèle av de sista dagarna i frihet innan hon ska avlägga sina klosterlöften. Hon smiter ut ur klostret med sin nunnekollega Brigitte för att åter bege sig till drottningens maskeradbal. Horace har inte kunnat glömma flickan han träffade förra året och har begett sig till balen i hopp om att hon ska vara där. För att dölja sitt ansikte har Angèle tagit på sig en ansiktsmask (titelns svarta "domino") och Horace känner inte igen henne. Den dansar och Horace förälskar sig i den beslöjade damen. Hon anförtror honom att hon är hans skyddsängel men måste ta avsked av honom för evigt. Lord Elford bjuder upp den maskerade Angèle till dans och tror sig igenkänna sin hustru som på grund av sjukdom har sänt återbud till balen. Han skyndar hem för att förvissa sig om hur det ligger till. Horaces vän greve Juliano uppmanar Angèle att bege sig hem, men hon förklarar att hon inte är gift. Han vill hjälpa sin vän och sätter tillbaka klockan en timme vilket får Angèle att missa midnattstimmen då hon skulle ha varit tillbaka i klostret innan dess portar stängs. Angèle springer iväg och Horace följer efter henne.

### Akt II
På hemvägen har Angèle gått vilse och sökt husrum i Julianos bostad där hans hushållerska Jacinthe och några vänner väntar på hans hemkomst. Angèle övertalar hushållerskan att förklä henne till bondflicka från landet. Under tiden kommer Jacinthes fästman Gil Perez, som är portvakt i det närbelägna klostret. Då Juliano, lord Elford och de andra i sällskapet kommer hem kan de inte ta ögonen från förklädda Angèle. Men Horace känner igen henne från balen förra året. Han säger inget till någon men låser in Angèle i Jacinthes rum där han hoppas kunna få en förklaring från henne. Gil Perez vill komma in till sin kärestas rum med lite mat, men då han öppnar dörren träder Angèle fram med domino och mask. Den berusade Gil blir rädd och tror att hon är en demon. Angèle skyndar bort och då Horace öppnar dörren är hon återigen försvunnen.

### Akt III
I klostret är Brigitte orolig för Angèle, som i sin egenskap av drottningens kusin skall tillträda posten som abbedissa till syster Ursules stora avund. Då nunnorna har gått till morgonbön förs Horace in. Han vill tala med Brigitte, ambassadörens dotter som han är förlovad med, men han måste först be priorinnan om tillstånd. Angèle kommer in beslöjad och Horace ber henne underrätta ambassadören om att han inte kan äkta Brigitte eftersom han älskar en annan. För att läsa ett brev från drottningen måste Angèle vika slöjan åt sidan, och än en gång står Horace inför sin okända älskade. Drottningen befriar i sitt brev sin kusin från plikten att bli nunna. Ursule utnämns till abbedissa i hennes ställe och ingenting kan längre hindra att Horace äktar Angèle.

## Inspelningar
- Le Domino noir: Sumi Jo, Bruce Ford, Isabelle Vernet, Jules Bastin, London Voices, English Chamber Orchestra, dirigerad av Richard Bonynge (Decca, 1995)